# Пониделко, Анатолий Васильевич
Анатолий Васильевич Пониделко (род. 8 ноября 1944 года, Новочеркасск, РСФСР, СССР) — советский и российский деятель органов внутренних дел, генерал-лейтенант милиции, почётный гражданин города Новочеркасска (2010). Доктор юридических наук, член Союза писателей России.

## Карьера
Анатолий Пониделко родился 8 ноября 1944 года в Новочеркасске. В 1960 году окончил химико-технологический техникум города Новочеркасска Ростовской области. Трудовую деятельность начал на заводе «Спецэлеватормельмаш» в Новочеркасске. В 1966 году завершил обучение в Орджоникидзевском высшем общевойсковом командном училище, позже завершил обучение на историческом факультете Кабардино-Балкарского государственного университета.
Проходил военную службу во Внутренних войсках на различных командных и политических должностях. В 1969 году — помощник начальника политотдела по комсомольской работе конвойной дивизии МВД СССР. С 1989 года на педагогической работе в Высшем политическом училище имени 60-летия ВЛКСМ МВД. С 1990 года работал в должности заместителя начальника Высшего военно-командного училища внутренних войск МВД РФ в городе Санкт-Петербурге. В 1995 году назначен на должность заместителя генерального директора АО «Интертерминал». С марта 1996 года работал в должности заместителя начальника ГУВД по Ленинградской области, в октябре назначен исполняющим обязанности начальника, а с декабря 1996 года — начальник Главного управления внутренних дел (ГУВД) города Санкт-Петербурга и Ленинградской области. Входил в состав членов правительств Санкт-Петербурга и Ленинградской области. В июне 1998 года был освобожден от должности начальника ГУВД. Кадровую работу Анатолия Пониделко вышестоящее руководство назвало «вопиющим непрофессионализмом».
С 2002 года работал помощником генерального директора федерального государственного унитарного предприятия «Кремль» Управления делами Президента Российской Федерации.
В 2003 году избран председателем Совета директоров мясоперерабатывающего завода «Самсон».
Активный участник общественно-политической жизни страны. За такую деятельность имеет в неопределённых кругах прозвище «генерал-депутат». Баллотировался в Государственную Думу ФС РФ, также был кандидатом на пост губернатора Ленинградской области, баллотировался в петербургское Законодательное Собрание. Занимал должности в общественно-политических движениях и коммерческих структурах. Являлется профессором в области международной дипломатии и защиты мира. Соавтор книг «Черный PR как способ овладения властью, или Бомба для имиджмейкера» и «Анатомия демократии, или Чёрный PR как институт гражданского общества».
2 июня 2010 года решением Новочеркасской городской Думы V созыва, Анатолию Васильевичу Пониделко было присвоено почётное звание «Почётный гражданин города».
Женат. Супруга — Людмила Ивановна Пониделко, бизнесвумен, банкир. Воспитал сына и дочь.

## Награды
- орден «За службу Родине в Вооруженных Силах СССР»,
- медаль «За безупречную службу» 3-х степеней,
- нагрудный знак «За отличие в службе».
- Почётный гражаднин города Новочеркасска, Ростовской области (02.06.2010).

## Память
- В Новочеркасске на доме, где рос Пониделко, при жизни установлена мемориальная доска.